# スッピンロック
「スッピンロック」は、小川真奈、及びテレビアニメ『ヒャッコ』のキャラクターソングシングル。2008年11月19日にTN-mixから発売された

## 概要
- 表題曲「スッピンロック」は、小川真奈のデビュー曲で、テレビアニメ『ヒャッコ』のオープニングテーマとして使用された
- カップリングの「学園生活」は、同アニメに出演する上下山虎子、弐街道火継役の折笠富美子、小川真奈、小川の所属ユニットキャナァーリ倶楽部がバックコーラスとして参加している
- 初回限定盤には、表題曲のPVを収録したDVDが同梱されている。

## 収録曲
1. スッピンロック [3:44]
歌：小川真奈
作詞・作曲：つんく、編曲：山崎淳
2. 学園生活 [3:40]
歌：上下山虎子（折笠富美子）と 弐街道火継（小川真奈） Cho.キャナァーリ倶楽部
作詞・作曲：つんく、編曲：大久保薫
3. スッピンロック （Instrumental）
4. 学園生活 （Instrumental）

## タイアップ
| 曲名           | タイアップ                                       |
| -------------- | ------------------------------------------------ |
| スッピンロック | テレビ東京系アニメ『ヒャッコ』オープニングテーマ |

## 収録作品
| 発売日         | タイトル              | 備考               |
| スッピンロック | スッピンロック        | スッピンロック     |
| -------------- | --------------------- | ------------------ |
| 2010年7月21日  | ①ティーネイジブルース | オリジナルアルバム |